# 四本木稲荷
四本木稲荷神社（よもとぎいなりじんじゃ）は、東京都北区の神社。現在は教派神道の教団神道大教所属の神社となっている。

## 歴史
創建年代は不明である。明確に存在が明らかになるのは、1905年（明治38年)4月の陸軍の工廠「火工兵器廠」（後の東京第一陸軍造兵廠）の移転以降である。

### 七軒町（十条）の稲荷神社
工廠ができる前は「七軒町（しちけんちょう）」と呼ばれた地域で、下十条町の前身の一町である。当初は七軒の農家があったことに由来する。
その七軒町の中に王子稲荷神社の分社の「四本木稲荷神社（しほんぎいなりじんじゃ）」があった。椹、杉、樅、椎の四種類の樹木に囲まれていたことに由来する。工廠設置と同時に、七軒町の鎮守から陸軍工廠の構内神社となった。
元々は現在の自衛隊十条駐屯地正門付近に位置していたが、後に旧「稲荷公園」（現・北区立中央公園の一部）の場所に移された。
四本木稲荷神社が、陸軍にそのまま引き継がれたことについて、整地した際にいくつもの古墳を取り壊し、工廠稼働後に事故が連発したことから、祟りを恐れて工廠の守護神として祀るようになったという。

### 滝野川の小祠
当社がある現在地は、かつては工廠の滝野川工場があった。工廠ができる前から無名の祠があり、工廠設置に伴い、この祠に十条の四本木稲荷神社から分霊を勧請したという。つまり、当工廠には十条と滝野川に二つの四本木稲荷神社が存在することになった。祭典は両社共通で行われた。
軍事機密と爆発事故の危険性を併せ持つ工廠という特殊事情から、一般人は立入禁止であったが、初午の祭礼の日は一般人の参拝や見世物小屋の設置が特別に許可されたという。

### 戦後
戦後は陸軍の管理から離れ、地域住民有志による管理に移行した。滝野川の神社は神道大教所属となり、「四本木」の四を世、本を基、木を祇とした「世基祇（よもとぎ）大神」を祀ることになり、「よもとぎいなりじんじゃ」と読むことになった。
十条の神社は、後に公園拡張工事で廃社することになったため、十条の神社にあった社殿などを滝野川の神社に移し、ここに四本木稲荷神社が一本化されることになった。
2019年（令和元年)、神道大教本局が直接神社を運営することになった。

## 施設等
工廠職員による奉納品が多い。
- 本殿（十条の神社の本殿を移したもの）
- 摂社（滝野川の神社の元本殿）
- 忠魂碑（火具製造所職員一同による奉納品）
- 手洗い石（鉄包火具職員一同による奉納品）
- 鉄製天水桶（圧延職員一同による奉納品）

## 社名の読み方について
この神社の読み方について、歴史的経緯からいくつかの読み方がある。書籍やネット上には、この神社を「よもとぎいなりじんじゃ」と記載しているところが多い。
このサイトでは、当時（明治時代）、この地の住民は樹木を数えるとき、四本を「よんほん」ではなく「しほん」と言っており、「しほんぎいなりじんじゃ」と読むのが正しく、「よもとぎいなりじんじゃ」は昭和60年代に郷土史愛好家が自己流の読みをふったせいで誤った読みが定着してしまった、と主張している。
もっとも、現在の神道大教の四本木稲荷神社においては、「よもとぎいなりじんじゃ」と称しており、神道大教の所属になって以降の神社は「よもとぎ」の方が正しいといえる。